# 西尔万·纪尧姆
西尔万·纪尧姆（法語：Sylvain Guillaume，1968年7月6日—），法国男子北欧两项运动员。他曾代表法国参加1992年、1994年和1998年冬季奥林匹克运动会北欧两项比赛，共获得一枚银牌和一枚铜牌。